# Играчка плачка (албум)
Играчка плачка је други албум београдског музичког састава Канда, Коџа и Небојша, издат 1998. године, а издавач је био Радио Б92.

## Списак песама
1. Шафл - 3:55
2. - 4:34
3. Старо за ново - 4:05
4. - 5:05
5. Штастопојо - 5:26
6. Медитеран - 3:17
7. Гну - 2:32
8. Проћи ће и њихово - 4:36
9. Бићу добро - 3:36

## Гости
- Дуле Петровић (саксофон)
- Ненад Потије (труба)
- Владимир Крака Марковић (гитара)
- Милорад Ристић (бас)
- Леша (удараљке)
- Јуца Љуботина (чело)
- Небојша Мрђеновић (чело)
- Мања и Мишко (пратећи вокали)
- Борис Крстајић (клавијатуре, аранжман, копродукција)
- Горан Вукојчић (аранжман, копродукција)

## Остало
Дизајн омота: Соња Раденковић
1. ↑  ККН - Објава на званичној Фејсбук страници, 7.4.2020. (приступљено 12.5.2020)